# Distrito de Iakora
Iakora es un distrito de la región de Ihorombe, en la isla de Madagascar, con una población estimada en julio de 2014 de 51 776 habitantes.
Se encuentra ubicado en el centro-sur de la isla, cerca del parque nacional Isalo y de la Reserva Kalambatritra.